# ترابط إيجابي
الترابط الإيجابي، (بالإنجليزية: Positive interdependence)، هو عنصر من التعلم التعاوني، حيث يرى أعضاء المجموعة، التي تشترك في أهداف مشتركة، أن العمل معا مفيد، سواء كان بشكل فردي، أوجماعي، وبالتالي يعتمد النجاح، على مشاركة جميع الأعضاء.
وعلى عكس العلاقة السلبية، التي (لا يمكن للأفراد فيها، من تحقيق أهدفهم، إلا من خلال فشل المنافسين)، وعدم وجود علاقة، أو ترابط للأهداف الفردية. يحدث الارتباط الإيجابي عندما يكون الأفراد، على يقين من تحقيق أهدافهم، إذا كانت هناك أهداف مشتركة مع أشخاص آخرين. وهكذا، يؤدي الترابط الإيجابي، إلى قيام أعضاء المجموعة، بتشجيع، وتسهيل، جهود بعضهم البعض، لتحقيق أهداف المجموعة.
يمكن أيضا فهم الترابط الإيجابي، من خلال آثاره، على العمليات النفسية، للمتعلمين في بيئة جماعية. بحيث تعزز المعاملة بالمثل (عامل الناس، كما تحب أن يعاملوك)، فهذا يخلق تأثير إيجابي. في حين أن العلاقة السلبية، تخلق القدرة على الاستبداد، وتقاوم التأثر بالآخرين.

## التعليم التعاوني
ديفيد جونسون، وهو طالب ألماني، من دويتشه، تخصص، علم النفس الاجتماعي، قام، وشقيقه روجر جونسون-مدرس العلوم، وشقيقتهما إدي جونسون هولوبيك، بتطوير نظرية الارتباط الإيجابي، كجزء من أبحاثهم وعملهم، في تدريب المعلمين والمهنيين، في مركز التعلم التعاوني في جامعة مينيسوتا، (1969).
حدد الإخوة «جونسون»، الترابط الإيجابي، باعتباره المفتاح الأول للنجاح، التعلم التعاوني.
ينتج عن الترابط الإيجابي، تفاعل تعاوني، حيث يتم تشجيع الأفراد، وتسهيل جهود زملائهم في الفريق لإنجاز المهمة. اما الترابط السلبي (المنافسة غير الشريفة)، فيشجع على التفاعل، والتصادم المستمر، حيث يعارض أعضاء الفريق بعضهم البعض، أو يعيقون نجاح الآخرين في فريقهم، مع الترويج لأهدافهم الفردية. فالتفاعل بين الأفراد وحده، لا يزيد من الإنتاجية، أو يؤدي إلى تحقيق إجابية أعلى في مجموعات التعلم؛ وبالتالي، فهناك حاجة، إلى علاقة إيجابية منسجمة، للحصول على تلك النتائج.
الاعتماد المتبادل، الذي حددوه الأخوة «جونسون»، يكون باستخدام أساليب متداخلة، من ثلاث فئات واسعة: بحيث تكون نتيجة هذا الترابط، عو تحقيق الأهداف، واستلام المكافآت. حيث يعني الاعتماد المتبادل، توزيع الأدوار، والموارد، والمهام، بطريقة تجعل المشاركة ضرورية لتحقيق الأهداف.

## استراتيجيات

### الممارسة الشائعة
تعتبر المكافآت المشتركة، والموارد المقسمة، والأدوار التكميلية، طرقا فعالة، لتسهيل الترابط الإيجابي. مثال على ذلك، المكافأة المشتركة، إذا حصل كل فرد في الفريق، على مكافأة، إذا وصل جميع أعضاء الفريق، إلى درجة معينة في الاختبار. وبالتالي سيجبر تقسيم الموارد، والأدوار، بين أعضاء الفريق المشاركين، على مشاركة معلوماتهم، أو أدواتهم الفردية، لتحقيق الهدف المشترك، وبالتالي تعزيز التماسك الإيجابي.

### الفئات
يمكن تصنيف استراتيجيات الارتباط الإيجابية، في أربع مجموعات رئيسية:
- الهدف الإيجابي الترابطي.
- الاعتماد على الموارد الإيجابية.
- دور إيجابي ترابطي.
- الهوية الإيجابية الترابطية.[1]

يتم تحقيق التماسك، في الأهداف الإيجابية، عندما يشارك المتعلمون نفس الأهداف، ويعتقدون أن التعاون الجماعي ضروري، لتحقيق هذه الأهداف. تقسم المصادر الإيجابية للترابط (الموارد، أو المواد اللازمة لإنجاز المهمة)، عن طريق إعطاء كل عضو في المجموعة، قطعة أساسية من اللغز، ويجعل من الضروري، أن تتقاسم المجموعة الموارد، أو تجمع قطع اللغز معا لتحقيق النجاح. يضفي الدور الإيجابي المترابط، إحساسا بالملكية لكل عضو في المجموعة، من خلال تعيين دور متماسك لكل فرد وهو أمر حيوي في إكمال مشروع التعلم. التماسك في الهوية الإيجابية، يؤدي إلى الوحدة والتماسك، ويتم توثيق العلاقة، والولاء من خلال هوية مشتركة، يتم التعبير عنها من خلال شعار مشترك، شعار، اسم، إلخ.